# 阶 (地层)
| 年代地层学中的岩（岩层）段 | 地质年代学中的时间跨度 | 地质年代学单位 备注              |
| -------------------------- | ---------------------- | -------------------------------- |
| 宇                         | 宙                     | 总计4个，5亿年或更长时间。       |
| 界                         | 代                     | 定义了10个，数亿年。             |
| 系                         | 纪                     | 定义了22个，数千万至1亿年。      |
| 统                         | 世                     | 定义了34个，数千万年。           |
| 阶                         | 期                     | 定义了99个，数百万年。           |
| 带                         | 时                     | 期的细分，国际地层委员会不采用。 |

阶在年代地层中是指沉积在地质年代中某一“期”内的岩层序列，通常代表数百万年的沉积物。按照惯例，岩石的特定阶与相应的时间年代将具有相同的名称和边界。 
就像地质年代中的“世”细分为“期”一样，岩石统也被划分为“阶”，阶还可进一步细分为称之“带”（段）的更小地层单位（有关完整的岩层结构术语，请参见右侧图表），阶也可分为“亚阶”（substages）或者实际分组为“超阶”（superstages）。 
有时所使用的术语动物区系阶，指的是在整层地层（按定义）中发现的同一“动物区系”（动物）。

## 定义
阶主要由岩石中一组完全一致的化石（生物地层学）或一致的磁极（见古地磁）来定义。通常是以常见的，在世界范围内都可找到、且易于识别的一种或多种标准化石，这种化石仅限于在一个或最多几个阶中，用来定义阶的底层边界。
因此，在北美分区当地，当古生物学家发现北美型三叶虫-“小油栉虫”（Olenellus）碎片时，就会将该地层（Bed）鉴定为“沃可布阶”（Waucoban Stage）；而后来的三叶虫，如“爱尔纳虫”（Elrathia）碎片则从阿伯特统中又细分出“阿伯特阶”（Albertan）。
在19世纪和20世纪初，阶这一单位非常重要，因为在20世纪下半叶地震学和放射性测年发展之前，阶是可用于测定和对比岩石单元的主要工具。岩石微观分析（岩石学）有时也有助于确认给定岩段的所属年代。
最初，动物区系阶只属于区域性的局部定义，但随着更多地层学和地球化学工具的开发，全球范围内定义阶的区域越来越广。最近，随着岩石序列的区域和全球相关性变得相对确定，不太需要动物区系标签来定义地层的年代，形容词“动物区系”已被删除。尽管其他地区的动物区系通常与最初定义的阶几乎毫不相干，但对于全球同一时期，人们倾向使用欧式阶名，小范围内使用亚式阶名。

## 国际化标准
阶的边界和名称由国际地质科学联合会的国际地层学委员会（ICS）定义，截至2008年，国际地层学委员会几乎完成了自1974年开始的任务，它采用两套标准将显生“宇”细分为国际公认的“阶”，其中较年轻的阶，全球界线层型剖面和点位（GSSP），通过物理露头（俗称“金钉子”）清楚地显示了阶边界；对较古老的阶段，全球标准地层年代（GSSA）则提供了一份完整的绝对日期参考表及标准。这些参考标准能提供更确信的结论，可作为日期测定的参照，比任何地方性的依据适用范围更广。
目前，很多地区仍混合采用当地分类标准和新的国际协调统一体系，但一旦研究建立起更完整的国际体系，预计地方体系将会被放弃。

## 阶与岩石地层学
阶可包含在不同环境、不同岩石类型中同时沉积的多种岩层单元，如组（formations）、层（bed）、段（member）等。同样，某一岩层单元也可以包含若干阶或其中的一部分。

## 另请查看
- 欧洲陆生哺乳动物时代
- 地质记录
- 地质年代
- 北美陆生哺乳动物时代
- 典型地区

## 备注
1. ↑  Cohen, K.M.; Finney, S.; Gibbard, P.L.,  (PDF), 国际地层学委员会, 2015
2. ↑  .   [2021-09-14]. （原始内容存档于2015-09-21）.